# Ľubomír Luhový
Ľubomír Luhový (* 31. März 1967 in Považská Bystrica) ist ein ehemaliger slowakischer Fußballspieler.

## Karriere

### Verein
Luhový begann seine Karriere bei MŠK Púchov. Danach spielte er bei Inter Bratislava (1986 und 1988–1990) und FK Dukla Banská Bystrica (1986–1988). In der Saison 1989/90 wurde er mit 20 Toren Torschützenkönig der Tschechoslowakische Fußballmeisterschaft. 1990 folgte dann der Wechsel zu FC Martigues. Danach spielte er bei Urawa Red Diamonds (1994) und Spartak Trnava (1997–1998). In der 1997/98 wurde er mit 17 Toren Torschützenkönig der Mars superliga. Danach spielte er bei Grazer AK und FC Petržalka 1898. 2000 beendete er seine Spielerkarriere.

### Nationalmannschaft
Im Jahr 1990 debütierte Luhový für die tschechoslowakische Fußballnationalmannschaft. Er hat insgesamt elf Länderspiele für Tschechoslowakei und Slowakei bestritten.

## Errungene Titel
- Tschechoslowakische Fußballmeisterschaft Torschützenkönig: 1990
- Mars superliga Torschützenkönig: 1998